# Anna Clérac
Anna Clérac, née le 2 juin 1997 à L'Isle-d'Espagnac, est une footballeuse française évoluant au poste d'attaquant.

## Carrière

### Carrière en club
Anna Clérac évolue dans sa jeunesse à l'ASPTT Dirac Foot et à l'Angoulême Charente FC. En 2012, elle rejoint l'ASJ Soyaux-Charente ; elle y réalise ses débuts en première division lors de la saison 2013-2014.

### Carrière en sélection
Elle compte quinze sélections en équipe de France des moins de 19 ans entre 2015 et 2016 (et quatre buts marqués), et trois sélections en équipe de France des moins de 20 ans en 2016.

## Palmarès
Avec la sélection nationale, elle remporte le championnat d'Europe des moins de 19 ans 2016, et atteint la finale de la Coupe du monde des moins de 20 ans 2016.